# In autumn
In autumn is een compositie van Frank Bridge. Bridge schreef deze tweedelige suite voor solopiano direct nadat hij zijn pianosonate had voltooid. In autumn is dus geschreven in een modernere stijl (zonder al te modern te worden) net als die piansonate. Bridge was erg tevreden met het werk, zo liet hij zijn geldschieter Elizabeth Sprague Coolidge weten.
Retrospect het eerste deel is zoals de titel al aangeeft introvert en wordt gespeeld i in Adagio ma non troppo; bridge rondde het in april 1924 af.
Through the eaves is wat brutaler en wordt gespeeld in allegro moderato e rubato. Dit deel was in juni 1924 klaar.

## Discografie
- Uitgave Naxos: Ashley Wass uit 2005
- Uitgave SOMM: Mark Bebbington 2011
- Uitgave Continuum: Peter Jacobs